# Cuthburh
Cuthburh, död 725, var drottning av Northumbria 685-705, gift med kung Aldfrith av Northumbria. Hon vördas som helgon av katolska kyrkan. 
Hon grundade klostret Wimborne Abbey och blev abbedissa efter sin makes död 705. 